# Lacina Traoré
Lacina Traoré (Abidjan, 20. svibnja 1990.) nogometaš iz Obale Bjelokosti. Trenutno je član rumunjskog CFR Cluja. Sa svojih 203 centimetra visine, Traoré je jedan od najviših profesionalnih nogometaša.

## Klupska karijera

### Početci karijere
Traoré je započeo karijeru u nogometnoj školi ASEC Mimosas, prije nego što se 2006. pridružio Stade d'Abidjanu. Za Abidjan je igrao do siječnja 2008. kada se pridružio rumunjskom klubu Cluju.

### CFR Cluj
Traore je morao pričekati godinu dana za svoj debi za klub. Ostvario ga je 4. travnja 2009. u 3:0 pobjedi nad ekipom Vaslui, a nakon dvije utakmice zabio je i svoj prvi gol za klub protiv Farul Constante 18. travnja 2009. njegov gol je ujedno bio i jedini na utakmici.
Sljedeće sezone je zabio šest golova. Lacina Traore je svoj prvi gol u prvoj ligi zabio 15. kolovoza 2009. u pobjedi od 1:0 protiv Otelula iz Galate. Svoj debi u europskim natjecanjima za klub je ostvario u utakmici grupne faze Europske lige protiv Københavna, Traore je na toj utakmici također zabio gol. Drugi gol u Europskoj ligi je zabio Sparti iz Praga kada je Cluj izgubio kući rezultatom 3:2.
Sljedeće sezone Traore je postao regularan član prve momčadi. Svoj prvi ligaški gol sezone je zabio 13. kolovoza 2010. Astri Giurgiju. Svoj prvi crveni karton u karijeri je zaradio brutalnim startom nad igračem CSMS Lasija 20. kolovoza 2010. Prvi puta u karijeri, Traore je zabio dva gola u jednoj utakmici i to u pobjedi od 3:0 nad ekipom Glorije iz Bistrice. U grupnoj fazi Lige prvaka 2010./11. Traore je zabio jedan gol u pobjedi od 2:1 nad Baselom i još jedan u neriješenom dvoboju protiv Rome. U svojem posljednjem nastupu za Cluj 3. prosinca 2010. Traore je zabio gol u pobjedi od 2:1 nad ekipom Universitatee iz Craiove.

### Kuban Krasnodar
U veljači 2011. Traore se pridružio ruskom klubu Kuban Krasnodaru za 6 milijuna eura. U prvoj utakmici sezone 13. ožujka 2011. Traore je ostvario debi nakon što je ušao kao zamjena protiv Rubina Kazana. 2. travnja 2011. Traore je zabio svoj prvi ligaški gol sezone a također je i asistirao u 3:1 pobjedi nad Spartak Moskvom. 10. lipnja 2011. zabio je dva gola i upisao jednu asistenciju u 3:2 pobjedi nad Amkar Permom. Do svibnja, Traore je proglašen klupskim igračem mjeseca zbog njegovih dobrih nastupa. U sezoni 2011./12. zabio je 18 golova čime je postao treći najbolji strijelac lige iza Seydoua Doumbije i Aleksandra Keržakova.

### Anži Mahačkala
29. lipnja 2012. Anži je izvijestio, kako su potpisali s Lacinom Traoreom za neobjavljenu sumu, a mediji navode da je riječ o 18 milijuna eura.
Traore je zabio svoj prvi gol za Anžijevu pobjedu protiv svog bivšeg kluba Kubana Krasnodara 22. srpnja. Zabio je i svoj prvi europski gol u kvalifikacijskoj utakmici Europske lige protiv Alkmaar Zaanstreeka. Anži se pobjedom od 5:0 kvalificirao u grupnu fazu Europske lige. Zabio je gol u pobjedi od 1:0 nad Liverpoolom u grupnoj fazi 8. studenoga.

## Statistika

### Klupska
ažurirano 5. travnja 2013.
| Klub              | Sezona          | Liga    | Liga   | Kup     | Kup    | Europa  | Europa | Ukupno  | Ukupno |
| Klub              | Sezona          | Nastupi | Golovi | Nastupi | Golovi | Nastupi | Golovi | Nastupi | Golovi |
| ----------------- | --------------- | ------- | ------ | ------- | ------ | ------- | ------ | ------- | ------ |
| Stade d'Abidjan   |                 |         |        |         |        |         |        |         |        |
| 2007./08.         | 27              | 6       | -      | -       | 0      | 0       | 27     | 6       |        |
| Ukupno            | Ukupno          | 27      | 6      | -       | -      | 0       | 0      | 27      | 6      |
| CFR Cluj          |                 |         |        |         |        |         |        |         |        |
| 2008./09.         | 6               | 1       | 0      | 0       | 0      | 0       | 6      | 1       |        |
| 2009./10.         | 25              | 6       | 4      | 2       | 8      | 2       | 37     | 10      |        |
| 2010./11.         | 13              | 7       | 1      | 0       | 6      | 2       | 20     | 9       |        |
| Ukupno            | Ukupno          | 44      | 14     | 5       | 2      | 14      | 4      | 63      | 20     |
| Kuban Krasnodar   |                 |         |        |         |        |         |        |         |        |
| 2011./12.         | 38              | 18      | 1      | 0       | 0      | 0       | 39     | 18      |        |
| Ukupno            | Ukupno          | 38      | 18     | 1       | 0      | 0       | 0      | 39      | 18     |
| FK Anži Mahačkala |                 |         |        |         |        |         |        |         |        |
| 2012./13.         | 18              | 10      | 1      | 0       | 12     | 5       | 31     | 15      |        |
| Ukupno            | Ukupno          | 18      | 10     | 1       | 0      | 12      | 5      | 31      | 15     |
| Karijera ukupno   | Karijera ukupno | 127     | 48     | 7       | 2      | 26      | 9      | 160     | 59     |

## Nagrade i priznanja
CFR Cluj
- Liga I: 2009./10.
- Cupa României: 2008./09.
- Rumunjski superkup: 2009., 2010.

## Vanjske poveznice
- Lacina Traore na National-Football-Teams.com
- Lacina Traore profil na transfermarkt.co.uk
- Lacina Traore profil na soccerway.com
- Lacina Traore profil na romaniansoccer.ro
- Lacina Traore profil na soccernet.espn.go.com  Arhivirana inačica izvorne stranice od 16. veljače 2013. (Wayback Machine)